# 吉林大学附属中学
吉林大学附属中学（英語：Attached Middle School to Jilin University）简称吉大附中，位于中国吉林省长春市，是全国重点大学吉林大学的重要组成部分。学校以“崇德励志，为国担当，追求卓越，勇争第一”为校训。该校初中部成立于1989年，高中部成立于2010年。另有力旺、慧谷、英才、尚德四个合作校区。

## 初中部
校名「吉林大学附属中学」现由初中部使用。
初中部位于吉林省长春市解放大路3059号，在校学生约5,000人。

## 高中部
高中部名为长春吉大附中实验学校 （英語：Jilin University Academy），位于中国吉林省长春市解放大路2519号（校址为伪满炭矿株式会社旧址），属于私立学校，在校学生约2,000人。